# Geoffrey Streatfeild
Geoffrey Streatfeild es un actor británico, más conocido por sus actuaciones en películas para la televisión como The Other Boleyn Girl y Kinky Boots.

## Biografía
Su hermano mayor, Richard Streatfeild, es un militar. Asistió a la academia Royal Academy of Dramatic Art RADA.
En septiembre de 2003 se casó con la actriz Nikki Amuka-Bird.

## Carrera
En 2005 se unió al elenco de la miniserie Elizabeth I, donde interpretó a Sir Anthony Babington, un conspirador inglés.
En abril de 2011, se anunció que Geoffrey se uniría a la décima temporada de la exitosa serie británica Spooks, donde interpretó al técnico de análisis Calum Reed, hasta el final de la serie el 23 de octubre de 2011. En 2016 dará vida a Eduardo IV de Inglaterra en el segundo ciclo de la serie The Hollow Crown.

## Filmografía

### Series de televisión
| Año  | Serie                                 | Personaje                | Notas                                   |
| ---- | ------------------------------------- | ------------------------ | --------------------------------------- |
| 2017 | Prime Suspect 1973                    | George Collins           | 2 episodios                             |
| 2016 | The Hollow Crown                      | Eduardo IV de Inglaterra | 2 episodios - miniserie                 |
| 2013 | Endeavour                             | Dr. Daniel Cronyn        | episodio "Fugue"                        |
| 2012 | The Thick of It                       | Fergus Williams          | 5 episodios                             |
| 2012 | The Charles Dickens Show              | Dr. Joseph Lister        | episodio "Health"                       |
| 2011 | Spooks                                | Calum Reed               | 6 episodios                             |
| 2011 | Case Sensitive                        | Jonathan Hey             | 2 episodios                             |
| 2011 | Above Suspicion: Deadly Intent        | Jeremy Webster           | episodio # 1.1                          |
| 2010 | Ashes to Ashes                        | Visitante                | episodio # 3.8                          |
| 2009 | Hunter                                | Det. Nick Dyer           | 2 episodios - miniserie                 |
| 2005 | Elizabeth I                           | Sir Anthony Babington    | episodio # 1.1 - miniserie              |
| 2005 | Twenty Thousand Streets Under the Sky | Gent                     | miniserie                               |
| 2005 | Midsomer Murders                      | Jonathan Makepeace       | episodio "Orchis Fatail"                |
| 2004 | Timewatch                             | Rey George III           | documental - "How Mad Was King George?" |
| 2001 | Love in a Cold Climate                | Tony Kroesig             | miniserie                               |

### Películas
| Año  | Películas                | Personaje         | Notas |
| ---- | ------------------------ | ----------------- | --- |
| 2015 | Spooks: The Greater Good | Calum Reed        | junto a Peter Firth, Kit Harington, Hugh Simon, Tim McInnerny, David Harewood, Tuppence Middleton y Elyes Gabel |
| 2013 | Waiting for Dawn         | Chaplin           | junto a Joseph Drake, George Rainsford, Jason Furnival, Jack Farthing y Simon Bubb                              |
| 2012 | Private Peaceful         | Capitán Rev Adams | junto a Richard Griffiths y Alexandra Roach                                                                     |
| 2012 | City Slacker             | Dan               | junto a Tom Conti y Richard Bremmer                                                                             |
| 2011 | Point of Rescue          | Jonathan Hey      | junto a Holly Atkins, Rupert Graves y Olivia Williams                                                           |
| 2007 | Angel                    | Sebastian         | junto a Simon Woods                                                                                             |
| 2005 | Kinky Boots              | Richard Bailey    | junto a Joel Edgerton y Chiwetel Ejiofor                                                                        |
| 2005 | Match Point              | Alan Sinclair     | junto a Jonathan Rhys Meyers y Matthew Goode                                                                    |
| 2003 | The Other Boleyn Girl    | Francis Weston    | junto a Jared Darris y Natascha McElhone                                                                        |
| 2001 | Sword of Honour          | Eddie             | junto a Daniel Craig                                                                                            |

### Teatro
| Año         | Obra                | Personaje      | Director (a)    | Teatro              | Notas                                                                                 |
| ----------- | ------------------- | -------------- | --------------- | ------------------- | ------------------------------------------------------------------------------------- |
| 2013        | Children of the Sun | Protasov       | Howard Davies   | National Theatre    | junto a Emma Lowndes y Justine Mitchell                                               |
| 2010        | Eigengrau           | -              | Polly Findlay   | Bush Theatre        | junto a John Cummins, Alison O'Donnell y Sinead Matthews                              |
| 2004 - 2005 | The History Boys    | Irwin          | Nicholas Hytner | National Theatre    | -                                                                                     |
| 2001        | Richard III         | Lord Lovell    | Michael Boyd    | Young Vic Theatre   | junto a David Oyelowo, Rashan Stone, Aislín McGuckin y Sam Troughton                  |
| 2001        | Henry VI Part 3     | Clifford       | Michael Boyd    | -                   | junto a Richard Cordery, Richard Dillane, Sam Troughton, Aislín McGuckin y Clive Wood |
| 2001        | Henry VI Part 2     | Joven Clifford | Michael Boyd    | -                   | junto a David Oyelowo, Richard Dillane, Aislín McGuckin y Sam Troughton               |
| 2001        | Henry VI Part 1     | Vernon         | Michael Boyd    | -                   | junto a David Oyelowo, Richard Dillane, Aislín McGuckin, Fiona Bell y Clive Wood      |
| -           | Bacchai             | -              | -               | National Theatre    | -                                                                                     |
| -           | Mountain Language   | -              | -               | Royal Court Theatre | -                                                                                     |
| -           | Journey’s End       | Stanhope       | -               | Comedy Theatre      | -                                                                                     |
| -           | Nathan the Wise     | -              | -               | Chichester Theatre  | -                                                                                     |
| -           | Merchant of Venice  | -              | -               | Chichester Theatre  | -                                                                                     |